# Cymatoplex imparicornis
Cymatoplex imparicornis är en fjärilsart som beskrevs av W. Warren 1905. Cymatoplex imparicornis ingår i släktet Cymatoplex och familjen mätare. Inga underarter finns listade i Catalogue of Life.